# اردوان پارسی
اردوان پارسی یا اردوان هیرکانی (به یونانی باستان:Ἀρτάβανος) یا اردوان گجستک یکی از چهره‌های سیاسی دودمان هخامنشی و نایب‌السلطنه ایران برای چند ماه (از ۴۶۵ پیش از میلاد تا ۴۶۴ پیش از میلاد) بود. اردوان احتمالاً زاده شده در محدودهٔ ورکانه (گرگان امروزی) بوده و به عنوان رئیس گارد جاویدان خشایارشا خدمت می‌کرده است. از او به عنوان وزیر کشور و یا محافظ شخصی خشایارشا یاد می‌شود.
استناد به ارسطو؛ اردوان مسئول مرگ داریوش، پسر و جانشین خشایارشا بود. او چندی بعد نیز از ترس انتقام‌جویی خشایارشا، اقدام به قتل خود او نمود. همچنین در روایتی دیگر از ژوستین تاریخ‌نگار اردوان به علت جاه‌طلبی و علاقه شخصی به تاج‌و‌تخت اقدام به قتل خشایارشا کرده است. بر اساس گزارش‌های ژوستین؛ او با قتل پنهانی خشایارشا، داریوش را به پدرکشی متهم کرده که نتیجه این اتفاق اعدام داریوش بود. اتفاقات دقیق و جزئیات این حادثه نامعلوم است، اما به‌طور حتم خشایارشا بعد از این اتفاق دیگر پادشاه ایران نبوده است.

اقدامات کلی اردوان همچنین نادانسته و غیرقطعی است. بعضی منابع او را غاصب تاج‌و‌تخت خوانده و بعضی دیگر گزارش کرده‌اند که اردشیر یکم دست‌ نشانده او بوده و خود به عنوان نایب‌السلطنه و قدرت‌های پشت پرده فعالیت می‌کرده‌ است. سلطنت اردوان چند ماهی بیشتر دوام نیاورد. همچنین گفته شده است که خشایارشا در نبرد تن به تن زخم‌های زیادی را بر بدن اردوان نهاده است.

## مرگ
در مورد مرگ وی اطلاعات دقیقی در دسترس نیست. اما احتمالاً اردشیر یکم از دسیسه‌چینی اردوان مطلع شده و او را اعدام کرده‌است. بعضی منابع معتقدند او بعد از به قدرت‌نشاندن اردشیر یکم در حال برنامه‌ریزی برای به قدرت‌نشاندن پسران خود بود که اردشیر یکم از این واقعه مطلع شده و دستور به اعدام او می‌دهد.